# Dick Schnittker
Richard D. "Dick" Schnittker (Kelleys Island, Ohio, 27 de mayo de 1928-Green Valley, Arizona, 12 de enero de 2020) fue un jugador de baloncesto estadounidense que disputó seis temporadas en la NBA. Con 1,96 metros de estatura, jugaba en la posición de alero. Ganó dos campeonatos de liga, vistiendo la camiseta de los Lakers, en 1953 y 1954.
Falleció a los noventa y un años el 12 de enero de 2020 en Green Valley (Arizona) por causas naturales.

## Trayectoria deportiva

### Universidad
Jugó durante cuatro temporadas con los Buckeyes de la Universidad de Ohio State, en las que promedió 17,9 puntos por partido. En 1949 fue incluido en el tercer equipo All-American, y al año siguiente en el primero. Durante su estancia en la universidad, en 1949, perteneció también al equipo de fútbol americano, con los que consiguió ganar un título de la Big 10 y una victoria en un clásico de Rose Bowl el 2 de enero de 1950 en contra de California por marcador de 17-14.

### Profesional
Fue elegido en la quinta posición del Draft de la NBA de 1950 por Washington Capitols, con los que solo disputó 29 partidos, ya que su equipo desapareció mediada la liga, en los que promedió 10,1 puntos y 5,3 rebotes por partido. 
No regresó a la competición hasta los playoffs de la temporada 1952-53, fichando por los Minneapolis Lakers, liderados en aquella época por George Mikan. Precisamente esa temporada ganaría su primer anillo de campeón, y al año siguiente repetiría al derrotar en las Finales a Syracuse Nationals por un apretado 4-3.
Jugó durante cuatro temporadas más con los Lakers, siendo la mejor la 1955-56, en la que promedió 11,3 puntos, 4,1 rebotes y 2,0 asistencias. En el total de su carrera profesional promedió 8,3 puntos y 3,8 rebotes.

## Estadísticas de su carrera en la NBA

### Temporada regular
| Temporada | Edad | Equipo              | Liga | P   | TIT | MIN  | TC  | TCA | %TC  | 3P | 3PA | %3P | TL  | TLA | %TL  | R.OF. | R.DEF. | REB | ASIS | ROB | TAP | PER | FP  | PTS  |
| 1950-51   | 22   | Washington Capitols | NBA  | 29  |     |      | 2.9 | 7.6 | .388 |    |     |     | 4.2 | 4.8 | .885 |       |        | 5.3 | 1.4  |     |     |     | 2.6 | 10.1 |
| 1953-54   | 25   | Minneapolis Lakers  | NBA  | 71  |     | 14.6 | 1.7 | 4.3 | .397 |    |     |     | 1.2 | 1.9 | .652 |       |        | 2.5 | 0.8  |     |     |     | 2.5 | 4.6  |
| 1954-55   | 26   | Minneapolis Lakers  | NBA  | 72  |     | 25.0 | 3.1 | 8.1 | .388 |    |     |     | 4.1 | 5.0 | .823 |       |        | 4.8 | 1.6  |     |     |     | 3.2 | 10.4 |
| 1955-56   | 27   | Minneapolis Lakers  | NBA  | 72  |     | 26.8 | 3.5 | 9.0 | .393 |    |     |     | 4.2 | 4.9 | .856 |       |        | 4.1 | 2.0  |     |     |     | 3.5 | 11.3 |
| 1956-57   | 28   | Minneapolis Lakers  | NBA  | 70  |     | 14.2 | 1.6 | 5.0 | .322 |    |     |     | 2.3 | 2.8 | .829 |       |        | 2.6 | 0.7  |     |     |     | 2.1 | 5.5  |
| 1957-58   | 29   | Minneapolis Lakers  | NBA  | 50  |     | 19.6 | 2.6 | 7.1 | .359 |    |     |     | 4.0 | 4.7 | .848 |       |        | 4.2 | 1.4  |     |     |     | 2.5 | 9.1  |
| Total     |      |                     | NBA  | 364 |     | 20.1 | 2.5 | 6.8 | .377 |    |     |     | 3.2 | 3.9 | .827 |       |        | 3.8 | 1.3  |     |     |     | 2.8 | 8.3  |

### Playoffs
| Temporada | Edad | Equipo             | Liga | P  | MIN | TCA | TC  | 3PA | 3P | TLA | TL  | R.OF. | REB | ASIS | ROB | TAP | PER | FP | PTS | %TC  | %3P | %FT  | MIN  | PTS  | REB | AST |
| 1952-53   | 24   | Minneapolis Lakers | NBA  | 7  | 29  | 1   | 8   |     |    | 7   | 11  |       | 4   | 0    |     |     |     | 8  | 9   | .125 |     | .636 | 4.1  | 1.3  | 0.6 | 0.0 |
| 1953-54   | 25   | Minneapolis Lakers | NBA  | 13 | 163 | 11  | 32  |     |    | 12  | 20  |       | 21  | 5    |     |     |     | 32 | 34  | .344 |     | .600 | 12.5 | 2.6  | 1.6 | 0.4 |
| 1954-55   | 26   | Minneapolis Lakers | NBA  | 7  | 140 | 14  | 51  |     |    | 25  | 36  |       | 31  | 7    |     |     |     | 23 | 53  | .275 |     | .694 | 20.0 | 7.6  | 4.4 | 1.0 |
| 1955-56   | 27   | Minneapolis Lakers | NBA  | 3  | 87  | 13  | 23  |     |    | 17  | 20  |       | 15  | 5    |     |     |     | 14 | 43  | .565 |     | .850 | 29.0 | 14.3 | 5.0 | 1.7 |
| 1956-57   | 28   | Minneapolis Lakers | NBA  | 5  | 83  | 6   | 21  |     |    | 15  | 17  |       | 12  | 8    |     |     |     | 6  | 27  | .286 |     | .882 | 16.6 | 5.4  | 2.4 | 1.6 |
| Total     |      |                    | NBA  | 35 | 502 | 45  | 135 |     |    | 76  | 104 |       | 83  | 25   |     |     |     | 83 | 166 | .333 |     | .731 | 14.3 | 4.7  | 2.4 | 0.7 |